# マジックワード
マジックワード（magic word）とは、直訳すれば魔法の言葉であり、要求を呑んでもらうことが必要な場面で大きな効果を発生させる語。
恋愛やビジネスなどといった相手の感情に変化を起こすことが成果を左右するといった場面がマジックワードを使用することでの効果が益となるとされている場面であるがために、書店やインターネットではこういった分野でのマジックワードに関する情報が数多く出回っている。